# Benny Benassi
Benny Benassi, rodným jménem Marco Benassi (* 13. července 1967 Milán) je italský DJ a tvůrce electro house music oceněný prestižní cenou Grammy. Žije v italském městě Reggio Emilia. Do povědomí se zapsal v létě 2002 megahitem Satisfaction. Benassi se stal zakladatelem stylu hypnotech.

## Diskografie

### Studiová alba
- 2003 Hypnotica, jako Benny Benassi Presents the Biz
- 2004 Pumphonia, jako Benassi Bros.
- 2005 ...Phobia, jako Benassi Bros.
- 2008 Rock 'n' Rave, jako Benny Benassi
- 2011 Electroman, jako Benny Benassi

### Remix alba
- 2004 Re-Sfaction, jako DJ Benny Benassi
- 2006 Re-Sfaction 2, jako DJ Benny Benassi

### Alba největších hitů
- 2005 Best of Benassi Bros., jako Benassi Bros.
- 2006 Best of Benassi Bros., jako Benassi Bros.
- 2006 Best of Benny Benassi, jako Benny Benassi
- 2007 The Best of Benny Benassi, jako Benny Benassi

### Další alba
- 2003 DJ Set 1, jako Benny Benassi
- 2004 Subliminal Sessions 6, jako Benny Benassi
- 2005 The Gallery: Live Sessions, jako Benny Benassi (with Tall Paul)
- 2005 Cooking for Pump-Kin: Phase One, jako Benny Benassi
- 2007 Cooking for Pump-Kin: Special Menu, jako Benny Benassi

## Singly
Benny Benassi
- 2002 "Satisfaction" (spolu s The Biz)
- 2002 "Able to Love" (spolu s Dhany)
- 2003 "No Matter What You Do" (spolu s The Biz)
- 2004 "Love Is Gonna Save Us" (spolu s The Biz)
- 2005 "Stop Go" (spolu s The Biz)
- 2007 "Who's Your Daddy?" (spolu s Naan)
- 2008 "I Am Not Drunk"
- 2011 "Spaceship" feat. Kelis, apl.de.ap, & Jean-Baptiste
- 2013 "Dance the Pain Away" feat. John Legend

Benassi Brothers
- 2002 "Don't Touch Too Much" (spolu s Paul French)
- 2003 "I Love My Sex" (spolu s Violeta)
- 2003 "Illusion" (spolu s Sandy)
- 2004 "Rumenian" (spolu s Violeta)
- 2004 "Hit My Heart" (spolu s Dhany)
- 2004 "Make Me Feel" (spolu s Dhany)
- 2004 "Memory of Love" (spolu s Paul French)
- 2005 "Every Single Day" (spolu s Dhany)
- 2005 "Rocket in the Sky" (spolu s Dhany)
- 2006 "Feel Alive" (spolu s Sandy)

Benny B./Benny Bee
- 1992 "The Logical Song" (spolu s David Srb, Enzo Persuader a Marchino Moratori)
- 1998 "Stone Fox Chase/Funky Harmonica"
- 1998 "Life Is Life" (spolu s Larry Pignagnoli a Kevin Etienne)
- 1999 "Waiting For You" (spolu s Jennifer Bersola)
- 2000 "Free World" (spolu s Dhany)

KMC
- 1995 "Somebody To Touch Me" (spolu s Dhany, Davide Riva a Larry Pignagnoli)
- 1996 "Street Life" (spolu s Dhany, Davide Riva a Larry Pignagnoli)
- 2001 "I Feel So Fine" (spolu s Dhany, Davide Riva a Larry Pignagnoli)
- 2001 "Get Better" (spolu s Sandy)

## Remixy
- Faithless – "Bombs"
- Underdog Project – "Girls of Summer"
- Oakenfold feat. Pharrell – "Sex 'N' Money"
- Infadels – "Jagger 67"
- David Guetta – "In love with myself"
- The Bravery – "Unconditional"
- Moby – "Beautiful"
- Goldfrapp – "Ooh La La"
- Fischerspooner – "Never Win"
- Etienne de Crécy – "Someone like you"
- Felix da Housecat – "Ready 2 wear"
- Robbie Rivera – "Funk a faction"
- Goldfrapp – "Strict Machine"
- Outkast – "Ghettomusick"
- Electric Six – "Dance commander"
- Tomcraft – "Loneliness"
- Alizée – "J'ai pas vingt ans (I'm Not Twenty)"
- Sonique – "I'm alive"
- Ann Lee – "No no no"
- In-Grid – "Tu es Foutu (You Promised Me)"
- In-Grid – "In-Tango"
- Gambafreaks – "Natural Woman"
- Jean Michel Jarre – "Téo & Téa "
- FOX TV – "24: The Soundtrack"
- Public Enemy – "Bring The Noise"

## Videoklipy
Z alba Hypnotica
- "Satisfaction"
- "Able to Love"
- "No Matter What You Do"

Z alba Pumphonia
- "Illusion" spolu s Sandy
- "Hit My Heart" spolu s Dhany

Z alba Phobia
- "Make Me Feel" spolu s Dhany
- "Every Single Day" spolu s Dhany
- "Rocket in the Sky" spolu s Dhany

Ostatní
- KMC spolu s Dhany – "I Feel So Fine"
- Benny Benassi – "Who's Your Daddy?"